# Tweede Kamerverkiezingen 2003/Kandidatenlijst/VVD
De kandidatenlijst voor de Tweede Kamerverkiezingen 2003 van de VVD is als volgt:

## De lijst
- vet: verkozen
- schuin: voorkeurdrempel overschreden

1. Gerrit Zalm - 1.222.374 stemmen
2. Johan Remkes - 45.538
3. Melanie Schultz van Haegen - 59.437
4. Erica Terpstra - 184.828
5. Annette Nijs - 9.002
6. Henk Kamp - 38.934
7. Frank de Grave - 22.732
8. Jozias van Aartsen - 4.534
9. Frans Weisglas - 8.037
10. Hans Hoogervorst - 5.827
11. Mark Rutte - 4.297
12. Laetitia Griffith - 3.297
13. Clemens Cornielje - 1.679
14. Geert Wilders - 4.763
15. Atzo Nicolaï - 1.635
16. Ayaan Hirsi Ali - 30.758
17. Willibrord van Beek - 1.623
18. Pieter Hofstra - 2.722
19. Charlie Aptroot - 1.875
20. Anouchka van Miltenburg - 1.815
21. Hans van Baalen - 710
22. Jan Rijpstra - 1.831
23. Gert Jan Oplaat - 3.219
24. Bibi de Vries - 1.589
25. Stef Blok - 533
26. Paul de Krom - 390
27. Fadime Örgü - 2.097
28. Jan Geluk - 4.403
29. Frans Weekers[1] - 8.966
30. Edith Schippers[1] - 1.880
31. Ineke Dezentjé Hamming-Bluemink[1] - 5.032
32. Janneke Snijder-Hazelhoff[1] - 5.538
33. Arno Visser[1] - 1.050
34. Ruud Luchtenveld[1] - 914
35. Zsolt Szabo[1] - 775
36. Eric Balemans[1] - 788
37. Jelleke Veenendaal[1] - 2.048
38. Eske van Egerschot[1] - 668
39. Ed van der Sande[1] - 4.734
40. Anton van Schijndel[1] - 12.731
41. Janmarc Lenards[1] - 695
42. Ingrid Muijs - 2.247
43. John Deighton - 1.405

## Regionale lijstduwers
De plaatsen 44 t/m 48 op de lijst waren per kieskring verschillend ingevuld.

### Groningen, Leeuwarden, Assen, Zwolle, Lelystad
1. Bart Goeman Borgesius - 363
2. Remco Kouwenhoven - 320
3. Sandra Korthuis - 217
4. Frank Perquin - 168
5. Menno Knot - 444

### Nijmegen, Arnhem, Tilburg, 's-Hertogenbosch, Maastricht
1. Jan Verhoeven - 571
2. Annemieke Stallaert - 539
3. Peter Groenestein - 220
4. Marnix de Ridder - 938
5. Renee Spermon-Marijnen - 1.417

### Utrecht, Amsterdam, Haarlem, Den Helder
1. Albert van den Bosch - 265
2. Sammy van Tuyll van Serooskerken - 309
3. Christel Bottenheft - 218
4. Jan Dirk Blaauw - 327
5. Frans Zomers - 1.013

### 's-Gravenhage, Rotterdam, Dordrecht, Leiden, Middelburg
1. Det Regts - 102
2. Laurine Bonnewits-de Jong - 258
3. Karina Kuperus - 219
4. Jan Maurits Faber - 288
5. Joost Manusama - 561

1948 · 1952 · 1956 · 1959 · 1963 · 1967 · 1971 · 1972 · 1977 · 1981 · 1982 · 1986 · 1989 · 1994 · 1998 · 2002 · 2003 · 2006 · 2010 · 2012 · 2017 · 2021 · 2023
CDA · LPF · VVD · PvdA · GroenLinks · SP · D66 · ChristenUnie · SGP · Leefbaar Nederland · DeConservatieven.nl · NCPN · Duurzaam Nederland · PvdT · Partij voor de Dieren · Lijst 16 · Vooruitstrevende Integratie Partij · AVD · Lijst Veldhoen